# Lagosuchus
Lagosuchus là một chi archosauria nhỏ sống vào thời kỳ Trias giữa. Hóa thạch của nó được tìm thấy tại thành hệ Chañares của Argentina.